# The Hunter Gets Captured by the Game (versión de Grace Jones)
«The Hunter Gets Captured by the Game» (en español: «El cazador es capturado por la presa») es una versión de Grace Jones de la canción del grupo The Marvelettes. Es la primera canción del lado B de Warm Leatherette y aparece en el álbum recopilatorio Private Life: The Compass Point Sessions (1998).

## Lista de canciones
- CL 7" sencillo (1980) Quatro IS 10036

1. «The Hunter Gets Captured By The Game» - 3:50
2. «Pars» - 4:05

- GE 7" sencillo (1980) Island 102.410

1. «The Hunter Gets Captured By The Game» - 3:50
2. «The Hunter Gets Captured By The Game» (Versión especial) - 3:50

- GE 12" sencillo (1980) Island 600.271

1. «The Hunter Gets Captured By The Game» (Versión larga) - 6:45
2. «Warm Leatherette» (Versión larga) - 5:36

- UK 7" sencillo (1980) Island WIP 6645

1. «The Hunter Gets Captured By The Game» - 3:50
2. «The Hunter Gets Captured By The Game» (Versión especial) - 3:50

- UK 12" sencillo (1980) Island 12WIP 6645

1. «The Hunter Gets Captured By The Game» (Versión larga) - 6:45
2. «Warm Leatherette» (Versión larga) - 5:38

- US 12" promo (1980) PRO-A-892

1. «The Hunter Gets Captured By The Game» - 3:50

- Datos: Q7741085